# Trudy Müller-Bosshard
Trudy Müller-Bosshard (TMB; * 1947) ist freie Journalistin und Rätselautorin in der Deutschschweiz.
Sie war Redaktorin der Zeitschrift Magma und Chefredaktorin des Spiel- und Satiremagazins AHA! Seit 1993 erscheint ihr Kreuzworträtsel in Das Magazin des Tages-Anzeigers.